# Salvador Pineda Pineda
Salvador Pineda Pineda (* 1. Januar 1916 in Nocupétaro Michoacán; † 17. Juli 1974 in Mexiko-Stadt) war ein mexikanischer Botschafter und Essayist.

## Leben
Er war Abgeordneter für den Bundesstaat Michoacan und hatte verschiedene Ämter im Bundesstaat Mexiko-Stadt inne. Er wurde in der Secretaría de Educación Pública und in der Secretaría de Obras publicas beschäftigt.

## Veröffentlichungen
- Erzählungen
- En las riberas del Balsa (la vida de un hombre de la Tierra Caliente) in Jesús Romero Flores, Leyendas y cuentas michoacanos.
- Essays:
- Pasión del libro in Vidas y pasión del libro Dept, del D. F. Acción Social, 1944
- Dos evocaciones de Bolívar.[3]

| Vorgänger           | Amt                                                               | Nachfolger                   |
| ------------------- | ----------------------------------------------------------------- | ---------------------------- |
| Jaime García Terrés | mexikanischer Botschafter in Athen 1. Juli 1968 bis 1. April 1971 | José Luis Martínez Rodríguez |